# Chris Garner
Christopher Winslow Garner, detto Chris (Memphis, 23 febbraio 1975), è un ex cestista statunitense, professionista nella NBA, in Europa e in Venezuela.

## Palmarès
- Migliore nelle palle rubate CBA (2001)